# Äälisjärvi
Äälisjärvi är en sjö i kommunen Enare i landskapet Lappland i Finland. Sjön ligger 218,5 meter över havet. Arean är 3,96 kvadratkilometer och strandlinjen är 28,71 kilometer lång. Sjön  ingår i Uutuanjokis huvudavrinningsområde.   Den ligger omkring 350 kilometer norr om Rovaniemi och omkring 1000 kilometer norr om Helsingfors. 